# Malcolm de Chazal
Malcolm de Chazal (* 12. September 1902 bei Vacoas; † 1. Oktober 1981 in Curepipe) war ein mauritischer Schriftsteller.

## Leben
Malcolm de Chazal war das dreizehnte, und letzte, Kind von Edgar de Chazal und Emma Kellman. Die Familie de Chazal war im 18. Jahrhundert von Frankreich nach Mauritius ausgewandert und gehörte dort zur wirtschaftlichen und politischen Aristokratie. Sein Großvater mütterlicherseits war Offizier der britischen Kolonialmacht, der auf Mauritius sesshaft geworden war.
Chazal studierte zusammen mit einem älteren Bruder seit 1918 Zuckertechnologie in den USA an der Louisiana State University in Baton Rouge und graduierte 1924. Nach einem Praktikum in der Zuckerwirtschaft Kubas kehrte er 1925 nach Mauritius zurück und arbeitete in den Familienbesitzungen in der Zuckerrohrwirtschaft. Er schrieb mehrere Abhandlungen über die Krise in der Landwirtschaft des Landes. Nach gut zehn Jahren gab er diese Stellung auf und arbeitete zwischen 1937 und 1957 nur noch nebenher in der Elektrizitäts- und Telefongesellschaft des Landes. Stattdessen widmete er sich fast ausschließlich dem Schreiben und Malen und ließ sich von seinen Geschwistern aushalten.
Chazal sprach Kreol, Englisch und Französisch, seine ersten literarischen Zeitungsbeiträge in Französisch erschienen im Jahr 1936.  Ab 1940 ließ er in Port Louis eine Reihe von aphoristischen Heften unter den Titeln Pensées I bis Pensées VI  („Gedanken“) drucken. Das 1945 gedruckte siebte Heft mit Aphorismen unter dem Titel Sens-Plastique und das 1947 erschienene achte Heft waren die Grundlage für die Publikation, die 1948 bei  Gallimard in Frankreich erschien. Der Surrealist André Breton lobte das Buch, machte Chazal in Frankreich bekannt und vereinnahmte ihn für den Surrealismus. Chazal lehnte für sich die Kategorisierung als Surrealist ab. Sein magisches Werk beeinflusste Autoren wie Georges Bataille, Jean Paulhan und Francis Ponge und unter den Malern Georges Braque und Jean Dubuffet.
Auch in seinen weiteren Schriften La Vie Filtrée (1949), Sens Magique (1957) und Poèmes (1968) formulierte Chazal eine magische Literatur, die sich in der Natur von Mauritius bewegt.
Im Unterschied zu seinen spekulativen und aphoristischen Texten konzentriert sich seine Malerei  auf naturalistische Formen und Landschaften in einem primitiven Stil. Chazal schrieb auch Theaterstücke, Gedichte und politische Essays.

## Werke (Auswahl)
- unter dem Pseudonym Medec: Une synthèse objective de la crise actuelle. Nouvelle Imprimerie Coopérative 1935
- Nouvel essai d’économie politique, Nouvelle Imprimerie Coopérative 1935
- mit Philippe Galea: Erreurs de fait, erreurs d’appréciation: réplique à Une synthèse objective de la crise actuelle. Port-Louis: General Printing & Stationery Cy., 1935.
- Historique de notre change et de notre délégation à Londres, Nouvelle Imprimerie Coopérative 1936
- Pensées I, The General Printing & Stationery Cy Ltd 1940
- La vie filtrée, 1940
- Laboratoire central de contrôle, The General Printing & Stationery Cy Ltd 1941
- Pensées et Sens-Plastique, The General Printing & Stationery Cy Ltd 1945
  - Plastische Sinne. Nachdichtung aus dem Franz.: Rolf A. Burkart. Berlin : Ed. Quatre en Samisdat, 1996
- Pensées VII, The General Printing & Stationery Cy Ltd 1945
- Le rocher de Sisyphe, Toulouse: L'Éther Vague-P. Thierry, 1996 (1951)
- Petrusmok : mythe, Port Louis, Ile Maurice: Editions de la Table ovale, 1979 (1951)
- Judas, ou la Trahison du prêtre. Drama. Port-Louis, Ile Maurice, Esclapon, 1953
- Les Désamorantes. Satire-drame … suivi de Le Concile des poètes, théâtre prophétique. Port-Louis, 1954
- Sens magique, Paris: Lachenal & Ritter, 1983 (1957)
- Poèmes, Paris, J. J. Pauvert, 1968
- La Vie derrière les choses, Préface par Olivier Poivre d'Arvor
- L'Ile Maurice: proto-historique, folklorique et légendaire, 1973
- Sens unique, 1974
- L’homme et la connaissance, 1974
  - Gesichter in Zeitlupe. Aus dem Franz. von Thomas Schwab. Frankfurt am Main: Dielmann 1998
- Jean-Louis Joubert; Kumari R. Issur: Comment devenir un génie ? : chroniques, Paris: P. Rey, 2006 (Anthologie und Bibliographie)
- Robert Furlong; Christophe Cassiau-Haurie: Autobiographie spirituelle, Paris: L'Harmattan, 2008
- Moïse. Drama, Paris: L'Harmattan, 2008